# フランソワ・ジェラール
フランソワ・ジェラール（François Pascal Simon, Baron Gérard，1770年5月4日 - 1837年1月11日）は、フランスの新古典主義の画家。

## 生涯
ジェラールは1770年ローマにて、ローマ教皇庁駐在フランス大使ベルニ枢機卿の執事をしていた父、J・S・ジェラールのもとに生まれ、幼少期をローマで過ごした。1782年12歳の時にフランスへ帰国、程なくして彫刻家のオーギュスタン・パジューに、次いで画家のギイ＝ニコル・ブルネに師事する。
1785年にサロンへ出品されたジャック＝ルイ・ダヴィッドの『ホラティウス兄弟の誓い』を見て熱狂し、翌1786年にはダヴィッドのアトリエに入門した。1789年にローマ賞に応募し、ダヴィッドの弟子のアンヌ＝ルイ・ジロデ＝トリオゾンに次いで2位となり、翌年もローマ賞の準備をしたが父親の死により母親とローマに戻った。1791年に再びパリに戻り、ダヴィッドの工房で働いた。
1800年以降ナポレオン・ボナパルトの肖像画注文を決定打にジェラールは画家として確固たる地位を築いた。彼は帝政崩壊後もその地位を脅かされることなく諸外国の君主らからの注文を受け続けた。
1806年にレジオンドヌール勲章（シュバリエ）を受勲した。1811年にパリのエコール・デ・ボザールの教授に任じられた。ジェラールの弟子にはポーラン・ゲランやシャルル・ド・スチューベンらがいた。
1837年パリにて死去する。

## ギャラリー

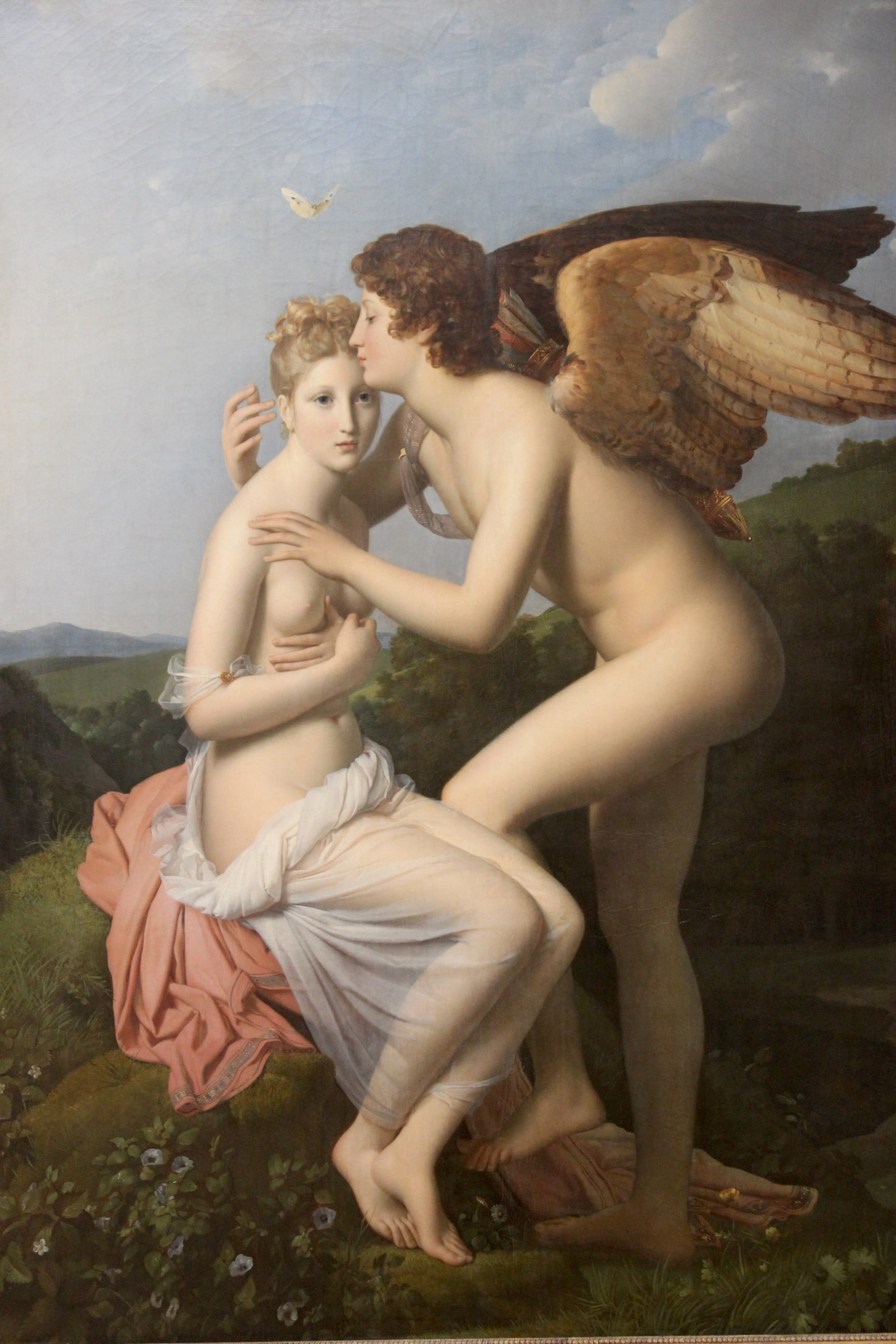
プシュケとアモル（1798年）
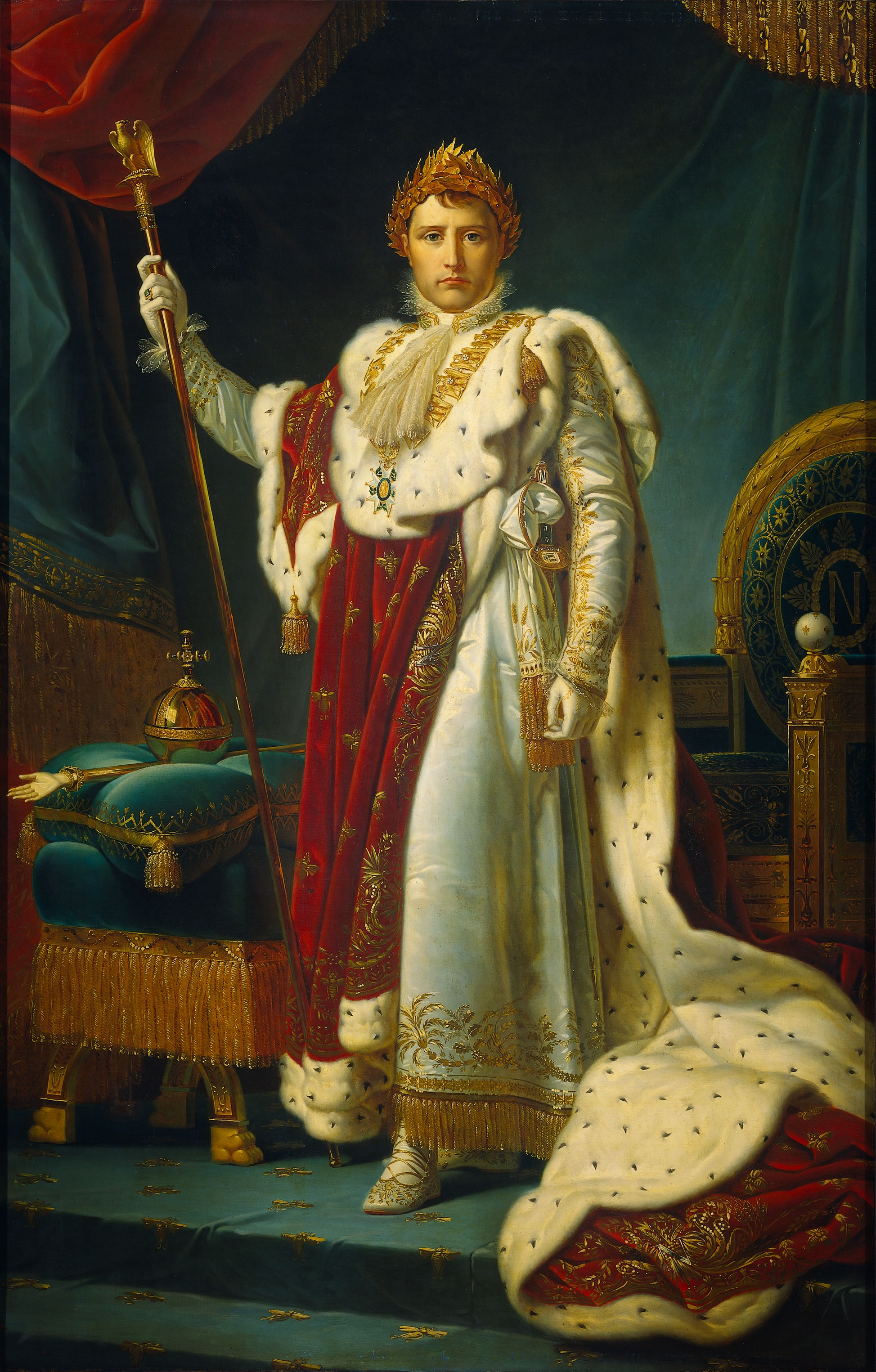
戴冠式の正装の皇帝ナポレオン（1805年頃）
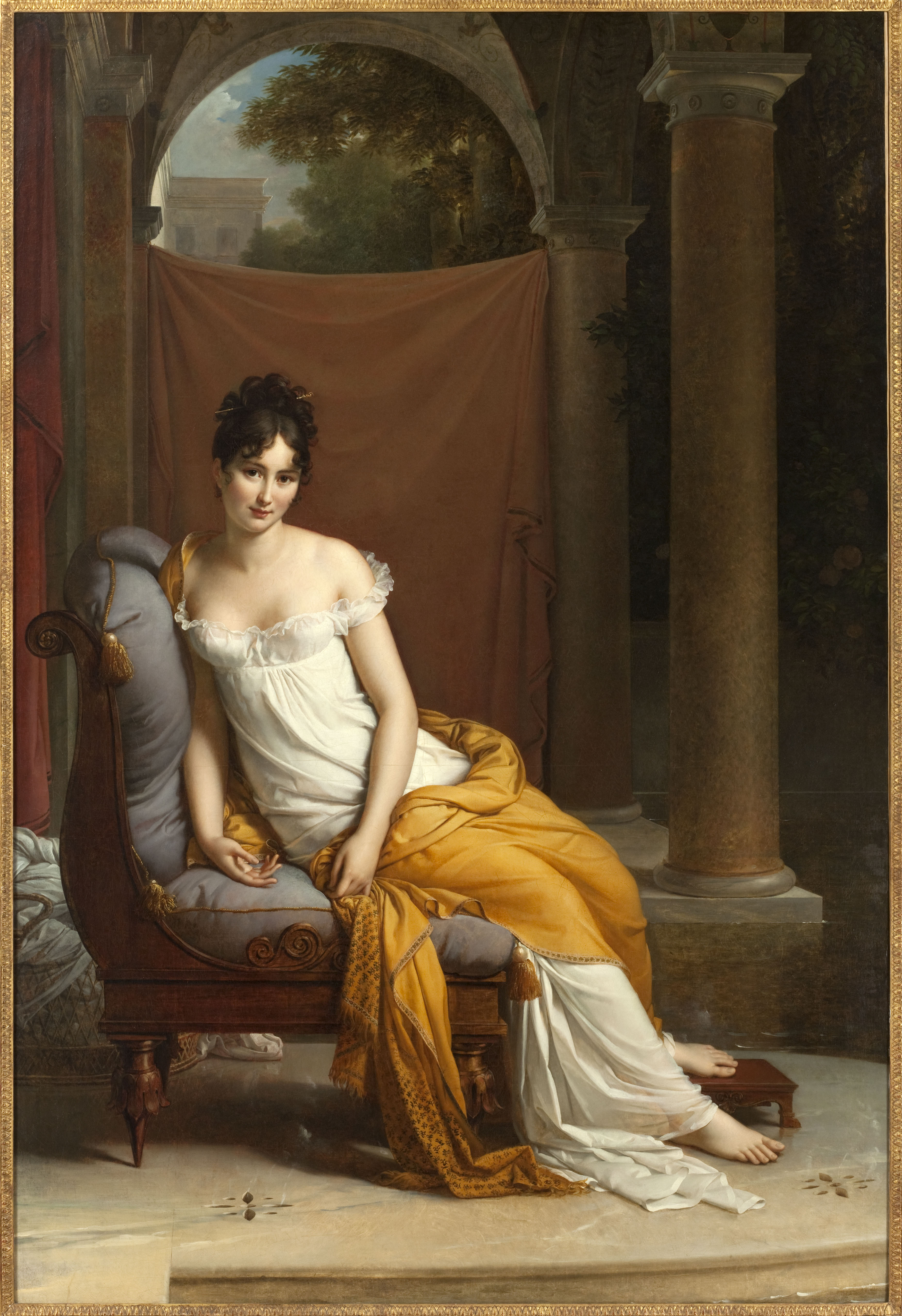
レカミエ夫人の肖像（1805年）
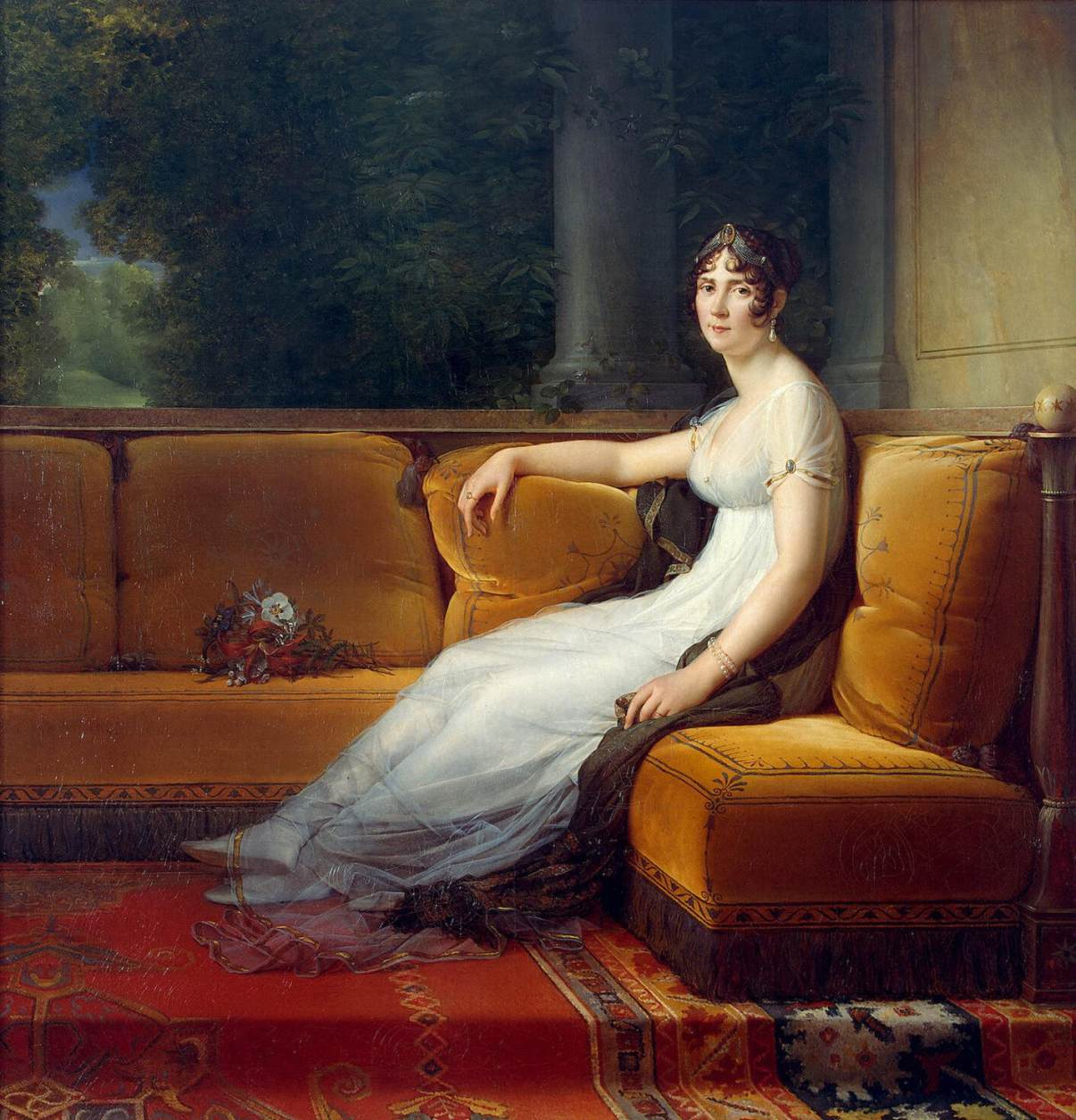
皇后ジョゼフィーヌの肖像（1801年）
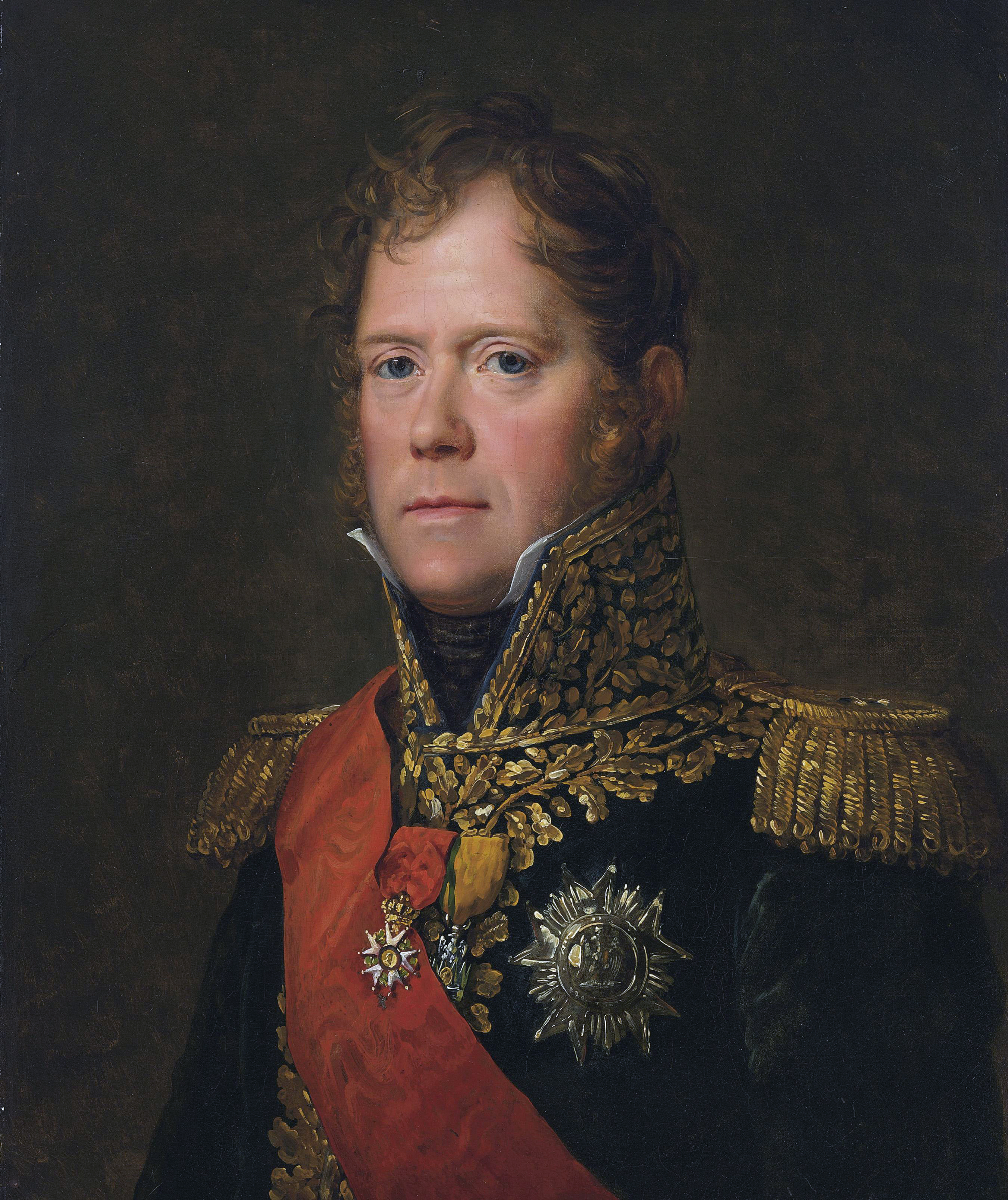
ミシェル・ネイ元帥の肖像（1805年）

## フランソワ・ジェラールに学んだ学生
フランソワ・ジェラールに学んだ学生には以下のような画家がいる。
- ポーラン・ゲラン (1783-1855)
- ジャン＝ヴィクトール・シュネッツ (1787-1870)
- シャルル・ド・スチューベン (1788-1856)
- ヨハン・ハインリヒ・リヒター (1803-1845)